# Peliala amethystalis
Peliala amethystalis är en fjärilsart som beskrevs av Heinrich Benno Möschler. Peliala amethystalis ingår i släktet Peliala och familjen nattflyn. Inga underarter finns listade i Catalogue of Life.